# Puszcza (Lublin)
Pour les articles homonymes, voir Puszcza.
Puszcza (prononciation : [ˈpuʂt͡ʂa]) est un village polonais de la gmina de Żmudź dans le powiat de Chełm de la voïvodie de Lublin dans l'est de la Pologne.
Il se situe à environ 8 kilomètres au nord de Żmudź (siège de la gmina), 17 kilomètres au sud-est de Chełm (siège du powiat) et 81 kilomètres à l'est de Lublin (capitale de la voïvodie).

## Histoire
De 1975 à 1998, le village est attaché administrativement à la voïvodie de Chełm.

Depuis 1999, il fait partie de la voïvodie de Lublin.